# Philip Cohen (Krimineller)

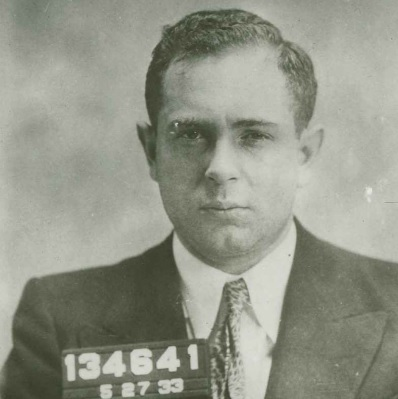
Philip „Little Farvel“ Cohen 1933

Philip „Little Farvel“ Cohen alias Jack Kofsky (* 1906 oder 1907 im Russischen Kaiserreich; † 15. September 1949 in Valley Stream, Long Island, New York) war eine Figur aus dem organisierten Verbrechen im New York der 1930er Jahre und wird heute der Kosher Nostra zugerechnet. Nach Ansicht der Behörden war Cohen Mitglied der von Louis Buchalter geführten kriminellen Vereinigung Murder, Inc. und wie der Bandenchef und weitere Angehörige der Organisation in den internationalen Drogenhandel verwickelt.

## Internationaler Drogenhandel
Nach den Erkenntnissen des Federal Bureau of Narcotics (FBN) wurde der für die USA bestimmte, internationale Drogenhandel der 1920er und 1930er maßgeblich durch den Kosher Nostra Jacob Katzenberg gesteuert, welcher in New York City ansässig war. Dieser belieferte eine Vielzahl krimineller Banden, darunter auch die Organisation um Louis Buchalter, der auch Philip Cohen angehörte, mit Opium, welches zunächst aus Europa und später direkt aus China bezogen wurde und anschließend auf nationaler Ebene in den USA weiterveräußert wurde. Die vielen Morde von Cohens Organisation, die ihr von der Presse den Titel Murder, Inc. einbrachten, beruhten maßgeblich darauf, Straftaten der kriminellen Vereinigung und des National Crime Syndicates wie den von Katzenberg organisierten Drogenhandel zu ermöglichen und zu verdecken. Dieser wurde von der Murder, Inc. aktiv unterstützt und kann als eine der Haupteinnahmequellen der kriminellen Vereinigung neben der Unterwanderung von Gewerkschaften und zugehörigen Branchen – wie insbesondere der Bekleidungsindustrie im Garment District (Manhattan) – gesehen werden.
Philip Cohen war mit seinem Komplizen Emanuel Weiss massiv in die Drogengeschäfte der Verbrecherorganisation involviert. 1935 wurde das FBN erstmals auf die Machenschaften der Gruppierung aufmerksam, als nach einer Explosion in einem Wohngebäude in der Seymour Avenue in New York City von den Behörden die Überreste einer Opium-Verarbeitungsanlage entdeckt wurden. 1937 glaubte das FBN, Beweise für eine Verletzung des US-Betäubungsmittelgesetzes durch Cohen und Weiss gesichert zu haben, da es gelungen war, Jacob Gottlieb mit einem Koffer voller Heroin in Rouses Point im Bundesstaat New York zu verhafteten. Dieser teilte zunächst bei seiner Festnahme den Behörden mit, dass er für Cohen und Weiss die Drogen von Frankreich über Kanada in die USA geschmuggelt habe und die beiden seine Auftraggeber seien. Kurz darauf und noch in der Untersuchungshaft beging Gottlieb aus Furcht vor einer Vergeltungsmaßnahme der Murder, Inc. gegen ihn oder seine Familie Selbstmord, indem er sich in seiner Zelle erhängte. Auf Grund des Todes des einzigen Belastungszeugen konnte keine Anklage gegen Cohen und Weiss erhoben werden.
1939 gelang es schließlich die beiden, längst in den Fokus des FBN geratenen Murder, Inc.-Angehörigen wegen Verletzung des US-Betäubungsmittelgesetzes anzuklagen. Ermittler des FBN entdeckten bei einer Hausdurchsuchung eine zum Strecken von Morphium betriebene chemische Anlage und hatten Beweise für die Beteiligung von Weiss, Cohen und drei weiteren Personen namens Samuel Bernstein, Abe „Little Yiddel“ Lorber und Al Angelson gesichert. Nachdem die Flüchtigen 1939 festgenommen werden konnten, wurde der Prozess für 1940 angesetzt.
Emanuel Weiss und Philip Cohen wurden nach der Zahlung einer Kaution freigelassen, erschienen aber nicht zu der Gerichtsverhandlung, da sie seit Mai 1940 auch wegen des Mordes an Joseph Rosen, einem ehemaligen Speditionseigentümer, angeklagt waren, und sich diesem Verfahren entziehen wollten.
Nach einer mehrmonatigen Fahndung gelang es New Yorker Polizeibeamten am 30. November 1940, Cohen in einem Brooklyner Appartement bei einer nächtlichen Hausdurchsuchung festzunehmen und fanden den Gesuchten erschöpft und unter Drogeneinfluss stehend vor. Von dessen Komplizen Weiss fehlte jedoch weiterhin jede Spur. Im Februar 1941 verurteilte man Philip Cohen und die drei verbliebenen Angeklagten zu drei- bis zehnjährigen Haftstrafen. Das Strafmaß für Cohen wurde auf zehn Jahre bestimmt.

## Mord an Joseph Rosen
Mitte der 1930er Jahre setzte der Staatsanwalt William O’Dwyer, der es sich zum Ziel gemacht hatte, gegen das organisierte Verbrechen vorzugehen, den Schwerpunkt seiner Ermittlungen auf Louis Buchalter, den Boss von Cohen. Dieser reagierte insbesondere damit, dass er potentielle Zeugen aus der Stadt drängte oder ermorden ließ. Buchalter sah eine Gefahr in einem Geschäftsmann namens Joseph Rosen, der über die Verwicklung des Bandenchefs in die Unterwanderung der Gewerkschaften informiert war und gegen dessen Willen in die Stadt zurückgekehrt war. Auf Befehl Buchalters wurde Rosen am 13. September 1936 in seinem Geschäft in Brownsville (New York City) erschossen. Mit der Planung und Ausführung der Tat beauftragte man angeblich Harry Strauss, James Ferraco, Emanuel Weiss, Sholem Bernstein und Louis Capone. Philip Cohen galt neben Sholem Bernstein als Fluchtfahrer und soll die Täter, die zunächst ein gestohlenes Fluchtfahrzeug benutzt hatten, nach Verlassen des Vehikels mit seinem Wagen weiterbefördert und bei der Flucht vom Tatort unterstützt haben.
Als die Staatsanwaltschaft auf Grund der Aussagen des zum Informanten gewordenen Auftragsmörders Abe Reles die Beteiligten juristisch verfolgen konnte, wurde 1940 zunächst auch Philip Cohen von der Mordanklage erfasst, später jedoch wegen mangelnder Beweise wieder von der Angeklagtenliste gestrichen. Man hatte ihn stattdessen bereits wegen Drogenschmuggels verurteilt. Cohens Komplizen Emanuel Weiss, Louis Capone und Bandenchef Louis Buchalter wurden wegen der Ermordung Rosens zum Tode verurteilt und 1944, nachdem sie zwei Jahre lang vehement, aber dennoch vergeblich versucht hatten, die Wiederaufnahme des Verfahrens durchzusetzen, im Gefängnis Sing Sing auf dem elektrischen Stuhl hingerichtet.

## Mord an Danny Fields und Louis Cohen
Philip Cohen wurde von Ermittlern des Federal Bureau of Narcotics auch mit dem Doppelmord an Danny Fields alias Isadore Friedman und Louis Cohen am 28. Januar 1939 in Verbindung gebracht und soll einer der Todesschützen gewesen sein. Mangels ausreichender Beweise konnte jedoch keine Anklage gegen Cohen erhoben werden.

## Ermordung Cohens
Philip Cohen wurde wenige Monate nach seiner Haftentlassung am 15. September 1949 auf einer Straße auf Long Island tot aufgefunden. Man hatte ihm viermal in den Kopf geschossen.
Die Behörden schlossen einen Raubmord aus und ordneten die Tat vielmehr als klassische Exekution nach Art der Unterwelt ein. Die Täter hatten keinerlei Interesse an diversen Wertgegenständen, die Cohen bei sich trug. Später fanden Polizeibeamte Cohens Wagen und entdeckten auf dem Beifahrersitz Blutspuren. Angeblich wurde Cohen auf ähnliche Weise ermordet wie mehrere Opfer der Murder, Inc., die während einer letzten Autofahrt durch einen hinter ihnen sitzenden Täter erschossen wurden.
Der im Mordfall Joseph Rosen tätig gewesene Staatsanwalt Burton Turkus widersprach jedoch Behauptungen aus der Presse, Cohen könnte aus Vergeltung für die Verurteilung und Hinrichtung von Louis Buchalter, Emanuel Weiss und Louis Capone ermordet worden sein, weil er bei der Verurteilung der drei Angeklagten mitgewirkt hätte, um selbst dem elektrischen Stuhl zu entgehen. Vielmehr habe Cohen zu keiner Zeit mit den Behörden kooperiert, sagte Turkus. In typischer Unterwelt-Manier habe der Angeklagte damals zu jeglichen Angeboten der Staatsanwaltschaft geschwiegen. An dem Tag, als man Cohen mangels ausreichender Beweise von der Anklagebank entlassen musste, habe er sich im Gerichtssaal zu Buchalter gedreht und diesem versichert, dass er nicht kooperiert habe oder kooperieren würde.
Der Polizei gelang es nicht, den Mord an Cohen aufzuklären. Man ging jedoch davon aus, dass Cohen nach seiner Haftentlassung erneut im kriminellen Milieu Fuß fassen wollte und dabei Konkurrenten aus deren Nische drängte. Insbesondere soll Cohen, als Kopf einer kriminellen Gruppierung, versucht haben, Wettbüros und Buchhalter zu erpressen.